# Young Bafana Soccer Academy
Die Young Bafana Soccer Academy ist eine nicht-staatliche Organisation (NGO), welche sich in Somerset West (Kapstadt, Südafrika) der ganzheitlichen Entwicklung von benachteiligten Kindern und Jugendlichen aus Townships durch Fußball- und Bildungsprogramme widmet. Das Motto der Young Bafana Soccer Academy lautet „Changing Lives“ (deutsch: „Leben verändern“). In Deutschland ist die Young Bafana Soccer Academy mit BISPO Gießen als eingetragener Verein (e. V.) gemeldet.

## Geschichte
2010, im Jahr der Fußball-Weltmeisterschaft in Südafrika, gründete Bernd Steinhage die Young Bafana Soccer Academy, um die Entwicklung von benachteiligten Kindern aus Townships (z. B. Athlone, Khayelitsha, Gugulethu, Lwandle, Nomzamo, Zola) über das Medium Fußball zu fördern. 
Die Young Bafana Soccer Academy, die im Gründungsjahr mit lediglich acht Spielern begann, wuchs bis 2014 auf über 80 Spieler in verschiedenen Teams. Aktuell werden mehr als 120 Kinder und Jugendliche aktiv betreut und deren Entwicklung täglich begleitet.  
Neben den fußballerischen Fertigkeiten profitieren die Kinder und Jugendliche von Bildungsprogrammen (primär Mathe, Englisch), Verpflegung nach jeder Trainingseinheit und der Vermittlung von Lebenskompetenzen (z. B. Sozialkompetenz, Kommunikationsfertigkeiten). 
Im Beirat sind Anthony Mederer, Grant Webb, Pieter Welgers, Conny Fernandes, Peter Burroughs und Gründer Bernd Steinhage tätig. 
Fest angestellt sind bei der Young Bafana Soccer Academy drei Mitarbeiter, unterstützt durch zahlreiche Studenten, Praktikanten, Freiwillige und Engagierte. Fußballspieler Roland Putsche (Cape Town City FC) engagiert sich ebenfalls aktuell als Jugendtrainer bei dem Verein.

## Teams
Neben den Teams U18, U15 und U13, welche am regulären Spielbetrieb teilnehmen, bietet die Young Bafana Soccer Academy Training für Kinder der Beaumont Primary School, der School of Hope und Kindern aus benachteiligten Verhältnissen an.
Der Trainings- und Spielbetrieb der Mannschaften erfolgt auf Basis professioneller Periodisierung.

### U18
Die U18 spielt in der Saison 2017 als Team in der Cape Town Tygerberg Super League, die höchste südafrikanische Liga in dieser Altersklasse. Zudem hat das Team das Liga-Pokalfinale gegen die U18 des Hout Bay Football Club erreicht, dieses allerdings mit 1:0 verloren.

### U15
Die U15 ist in der Saison 2017 ungeschlagen in die Cape Town Tygerberg Premier League aufgestiegen, welche als zweithöchste Liga in Südafrika gilt.

### U13
Die U13 spielt in der Cape Town Tygerberg Promotion League, der dritthöchsten südafrikanischen Liga auf diesem Niveau. In der Saison 2017 erreichte das Team das Ligapokalfinale, welches sie gegen Wynberg St. Johns Football Club mit 2:1 verloren.

## Kooperationen und Finanzierung
Die Young Bafana Soccer Academy kooperiert mit den Fußballvereinen Tout Puissant Mazembe (Demokratische Republik Kongo), Kaizer Chiefs (Südafrika), 
1.FC Köln, VfL Wolfsburg (beide Deutschland) sowie den Schulen Somerset West Private School und Hotentots Holland High School.
Um die kostenfreie Teilnahme sowie den Transport der Township-Spieler und die Betreuung ermöglichen zu können, finanziert sich die Young Bafana Soccer Academy durch die Beiträge der Spieler der Beaumont Primary School, Partnern und Sponsoren. 

## Sportliche Erfolge

### 2017
- Meister der Cape Town Tygerberg Promotion League (U14)

### 2016
- Ligapokal-Sieger der Cape Town Tygerberg Premier League (U17)[3]
- Meister der Cape Town Tygerberg Premier League (U17)[4]
- 5. Platz Engen Knockout Challenge (U17)
- Vizemeister beim Rygersdal U13 Tournament (U13)

### 2014
- Hospitation der CAF und der Nationalmannschaft Malis während der Afrikanischen Nationenmeisterschaft
- Meister der Premier League Mitchells Plain LFA (U15)

## Spielstätte
Die U17 trainiert und trägt ihre Heim-Spiele auf dem Kunstrasenfeld nahe dem Athlone-Stadion, Athlone. Die U13, das Social Team und  die School of Hope trainieren auf dem Gelände der Hotentots Holland High School bzw. der Beaumont Primary School. 